# Останній рубіж
«Останній рубіж» (англ. The Last Patrol) — американський бойовик 2000 року.

## Сюжет
На штат Каліфорнія обрушився величезний за силою землетрус. Гігантська хвиля накриває материк, утворюючи новий океан, хвилі якого тепер омивають острів. Віхою історії стала могутня цивілізація, залишивши про своє існування тільки величезне звалище небезпечних відходів та потужної зброї. На спорожнілій землі розсіялися страшні епідемії, шукаючи нові жертви. Три кочівника — охоронці старого світу і рятувальники нового, віддані служителі армії, об'єднують свої сили, щоб відновити життя на цих землях.

## У ролях
| Актор              | Роль           |
| ------------------ | -------------- |
| Дольф Лундгрен     | Нік Престон    |
| Шеррі Александр    | Сара Макбрайд  |
| Джо Майкл Бурк     | Лакі Сімко     |
| Ребекка Кросс      | Кенді          |
| Брук Сьюзан Паркер | Рейнбоу        |
| Джуліано Мер-Хаміс | Ісус Каррера   |
| Чана Еліас         | Саймон Піс     |
| Зеєв Ревах         | Кукі           |
| Анжеліка Леттич    | Тамара         |
| Террі Біг Чарльз   | Поуп           |
| Говард Ріпп        | Вілл           |
| Джиля Стерн        | Міріам         |
| Ішай Голан         | Джаспер        |
| Джек Едаліст       | Фергюсон       |
| Наті Равіц         | гвардієць      |
| Йоав Декельбаум    | Майкл Макбрайд |
| Йоханан Герсон     | вмираючий      |
| Джессіка Леттич    | Ламар          |
| Джей Коллер        | кат            |